# شیخ ریاض احمد
شیخ ریاض احمد (انگلیسی: Sheikh Riaz Ahmad؛ زادهٔ ۹ مارس ۱۹۳۸) قاضی اهل پاکستان است. وی از سال ۲۰۰۲ تا ۲۰۰۳ قاضی ارشد پاکستان بوده‌است. 